# 尚弗勒尔
尚弗勒尔（法語：Champfleur，法語發音：[ʃɑ̃flœʁ]）是法国萨尔特省的一个市镇，属于马梅尔斯区。

## 地理
尚弗勒尔（48°23'10"N, 0°7'40"E）面积13.14 平方千米，位于法国卢瓦尔河地区大区萨尔特省，该省份为法国西北部内陆省份，北起顺时针与奥恩省、厄尔-卢瓦省、卢瓦-谢尔省、安德尔-卢瓦尔省、曼恩-卢瓦尔省和马耶讷省接壤，是法国大西部的入口，连接卢瓦尔河谷、布列塔尼和巴黎盆地。
与尚弗勒尔接壤的市镇（或旧市镇、城区）包括：昂西讷、阿尔索奈、贝通、谢里赛。

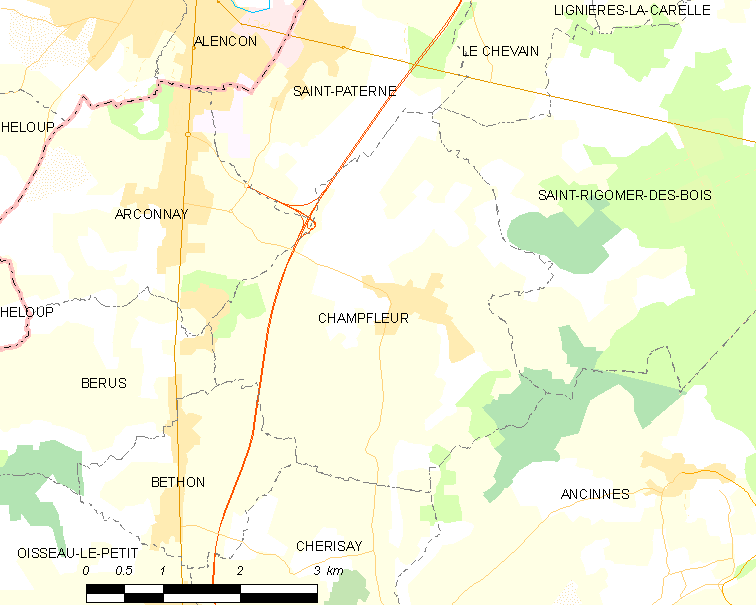
尚弗勒尔的OSM定位图

尚弗勒尔的时区为UTC+01:00、UTC+02:00（夏令时）。

## 行政
尚弗勒尔的邮政编码为72610，INSEE市镇编码为72056。

## 政治
尚弗勒尔所属的省级选区为马梅尔斯县。

## 人口

1962-2008年间尚弗勒尔人口变化图示

尚弗勒尔于2022年1月1日时的人口数量为1303人。